# Millennium Estoril Open 2022
Il Millennium Estoril Open 2022 è stata la 32ª edizione del torneo precedentemente noto come Portugal Open, facente parte dell'ATP Tour 250 nell'ambito dell'ATP Tour 2022. L'evento si è giocato sulla terra rossa del Clube de Ténis do Estoril a Cascais in Portogallo, dal 25 aprile al 1º maggio 2022.

## Partecipanti

### Teste di serie
| Nazione     | Giocatore                   | Ranking* | Testa di serie |
| ----------- | --------------------------- | -------- | -------------- |
| Canada      | Félix Auger-Aliassime       | 9        | 1              |
| Argentina   | Diego Schwartzman           | 15       | 2              |
| Croazia     | Marin Čilić                 | 22       | 3              |
| Spagna      | Alejandro Davidovich Fokina | 27       | 4              |
| Stati Uniti | Frances Tiafoe              | 29       | 5              |
| Spagna      | Albert Ramos Viñolas        | 32       | 6              |
| Stati Uniti | Tommy Paul                  | 35       | 7              |
| Stati Uniti | Sebastian Korda             | 37       | 8              |

* Ranking al 18 aprile 2022.

### Altri partecipanti
I seguenti giocatori hanno ricevuto una wild card per il tabellone principale:
- Nuno Borges
- João Sousa
- Dominic Thiem

I seguenti giocatori sono passati dalle qualificazioni:

- Hugo Dellien
- Bernabé Zapata Miralles
- Pablo Cuevas
- Pierre-Hugues Herbert

I seguenti giocatori sono entrati in tabellone come lucky loser:
- Carlos Taberner
- Fernando Verdasco

### Ritiri
Prima del torneo
- Laslo Đere → sostituito da  Pablo Andújar
- Pedro Martínez → sostituito da  Jiří Veselý
- Arthur Rinderknech → sostituito da  Sebastián Báez
- Pablo Carreño Busta → sostituito da  Richard Gasquet
- Cameron Norrie  → sostituito da  Carlos Taberner

Durante il torneo
- Diego Schwartzman → sostituito da  Fernando Verdasco

## Partecipanti al doppio

### Teste di serie
| Nazione     | Giocatore     | Nazione       | Giocatore       | Ranking* | Testa di serie |
| ----------- | ------------- | ------------- | --------------- | -------- | -------------- |
| Regno Unito | Jamie Murray  | Nuova Zelanda | Michael Venus   | 31       | 1              |
| Australia   | Matthew Ebden | Australia     | Max Purcell     | 59       | 2              |
| Croazia     | Ivan Dodig    | Stati Uniti   | Austin Krajicek | 64       | 3              |
| Sudafrica   | Raven Klaasen | Giappone      | Ben McLachlan   | 87       | 4              |

* Ranking al 18 aprile 2022.

### Altri partecipanti
Le seguenti coppie hanno ricevuto una wildcard per il tabellone principale:
- Nuno Borges /  Francisco Cabral
- Pablo Cuevas /  João Sousa

### Ritiri
Prima del torneo
- Máximo González /  Marcelo Melo → sostituiti da  Máximo González /  André Göransson
- Jamie Murray /  Édouard Roger-Vasselin → sostituiti da  Jamie Murray /  Michael Venus
- Marcelo Arévalo /  Jean-Julien Rojer → sostituiti da  Jonny O'Mara /  Ken Skupski
- Andrés Molteni /  Andrea Vavassori → sostituiti da  Nathaniel Lammons /  Tommy Paul
- Federico Coria /  Pedro Martínez → sostituiti da  Federico Coria /  Benoît Paire

## Punti e montepremi
| Torneo          | V   | F   | SF | QF | 2T   | 1T | Q    | Q2   | Q1   |
| Singolare       | 250 | 150 | 90 | 45 | 20   | 0  | 12   | 6    | 0    |
| Premi in denaro | €   | €   | €  | €  | €    | €  | N.D. | €    | €    |
| Doppio          | 250 | 150 | 90 | 45 | N.D. | 0  | N.D. | N.D. | N.D. |
| Premi in denaro | €   | €   | €  | €  | N.D. | €  | N.D. | N.D. | N.D. |

## Campioni

### Singolare
Sebastián Báez ha sconfitto in finale  Frances Tiafoe con il punteggio di 6-3, 6-2.
- È il primo titolo in carriera per Báez.

### Doppio
Nuno Borges /  Francisco Cabral hanno battuto in finale  Máximo González /  André Göransson con il punteggio di 6-2, 6-3.